# Provincia de Puno

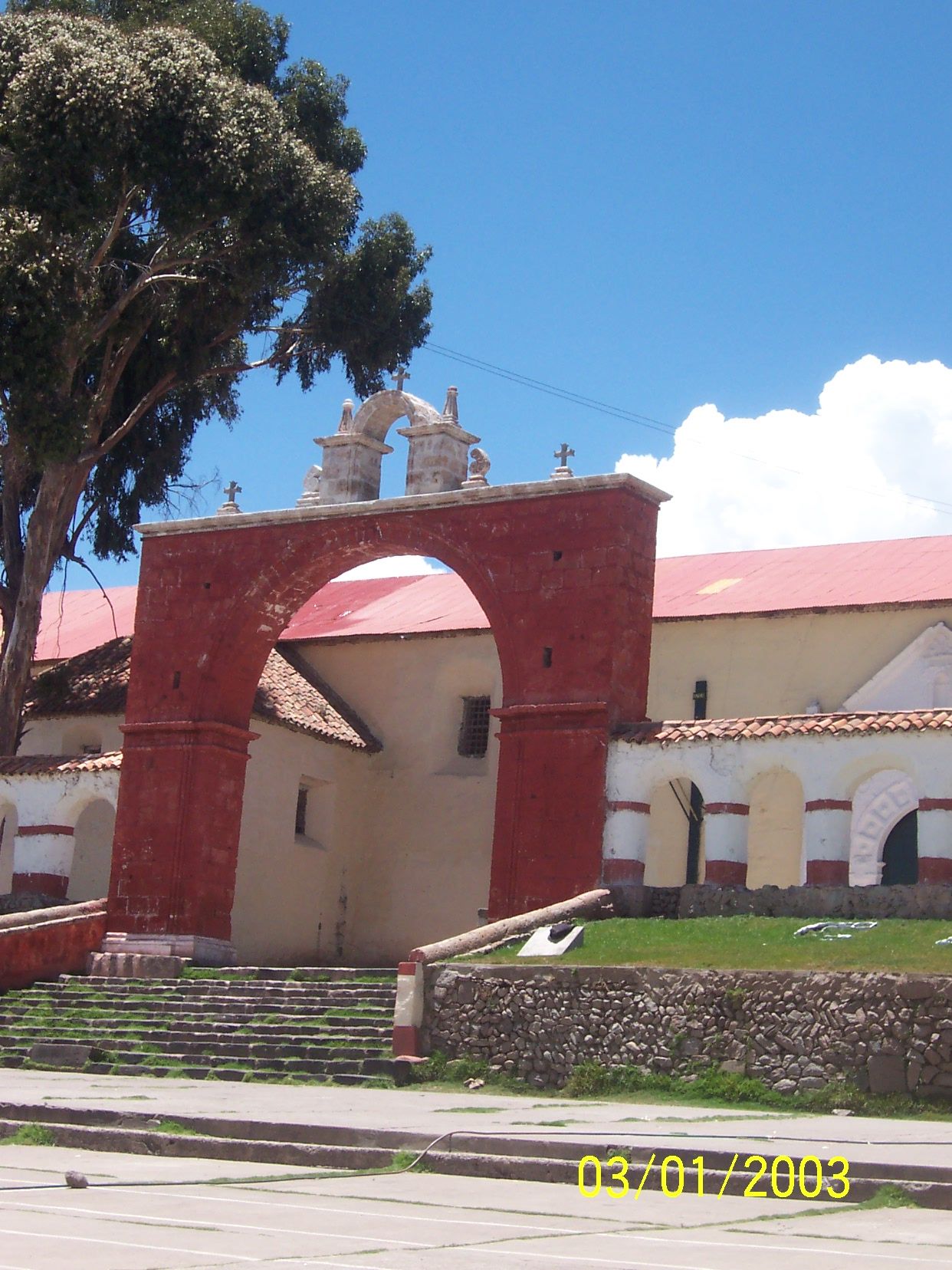
Iglesia de la Asunción del distrito de Chucuito

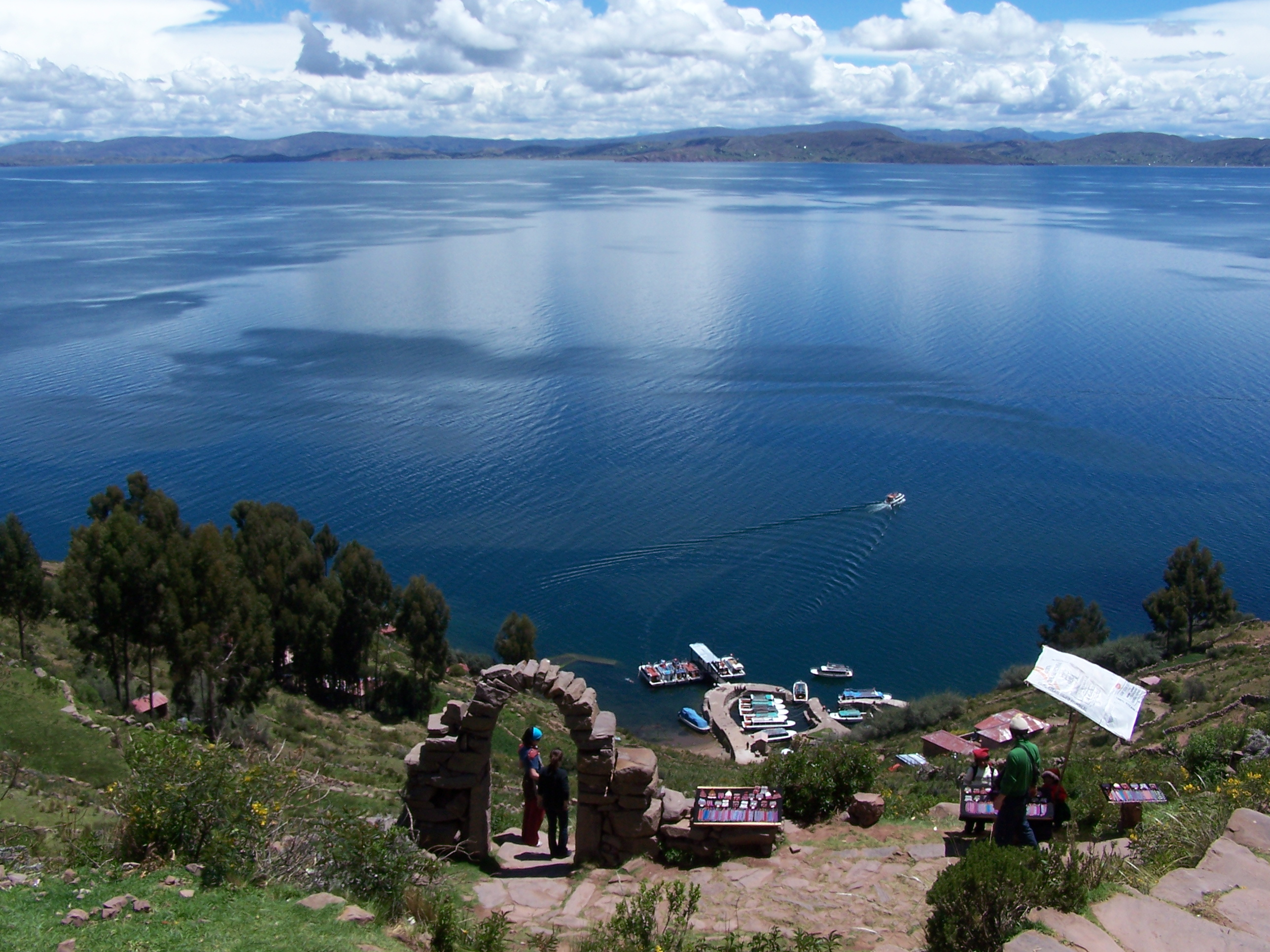
Isla de Taquile

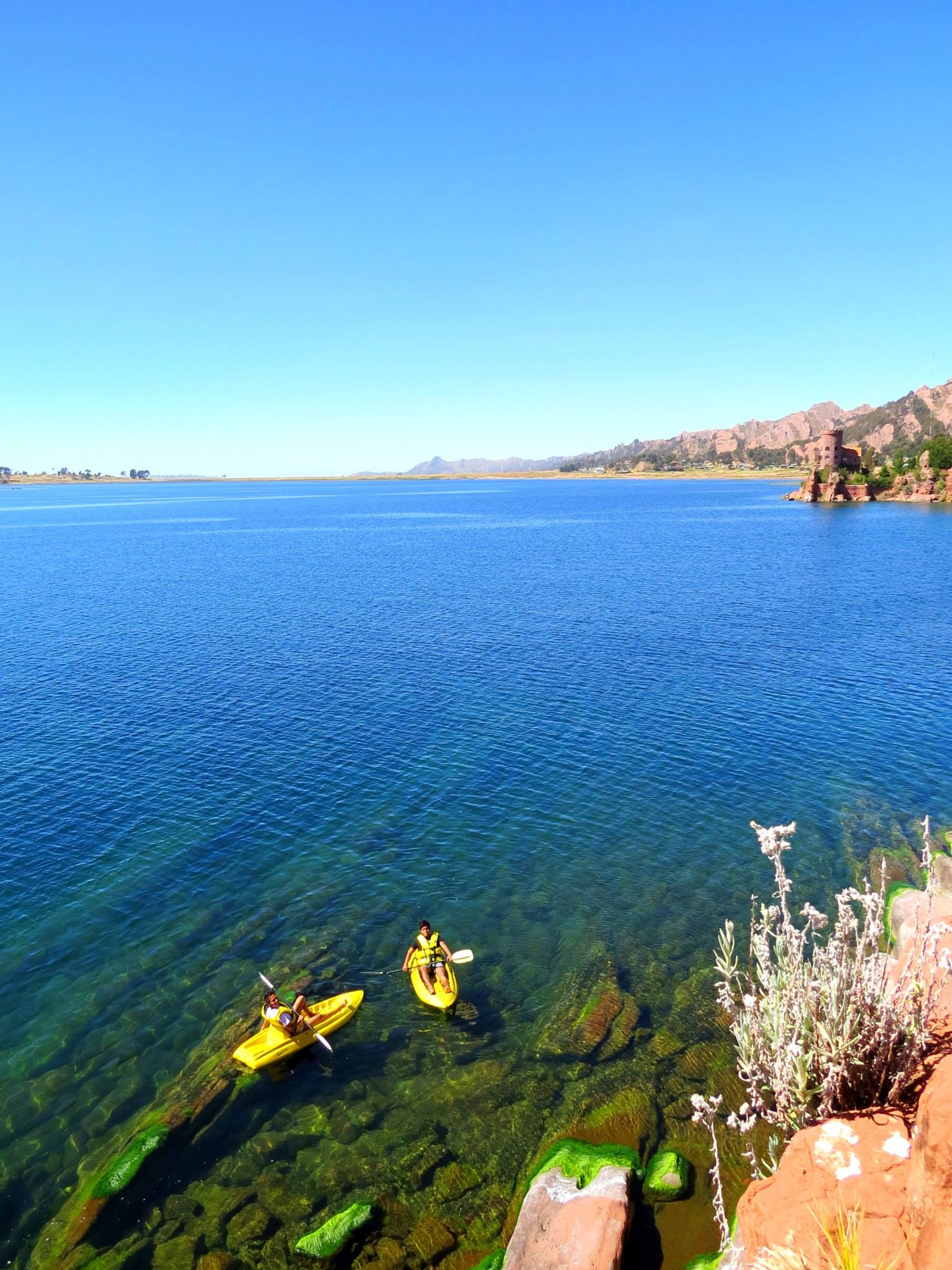
Kayak en el Castillo de Puno

La provincia de Puno es una de las trece que conforman el departamento de Puno en el sur del Perú. Limita por el norte con las provincias de Huancané y San Román, por el este con el lago Titicaca, por el sur con la provincia de El Collao y por el oeste con el departamento de Moquegua.
Desde el punto de vista jerárquico de la Iglesia católica, forma parte de la diócesis de Puno y también de la prelatura de Juli en la arquidiócesis de Arequipa.

## Historia
Hacia el año 200 a. C., se desarrolló en la zona la cultura pucará, que se caracterizó por sus grandes construcciones en forma de pirámides, monumentos líticos y estelas, así como por su particular alfarería.
La provincia fue creada mediante decreto del 2 de mayo de 1854, en gobierno del presidente José Rufino Echenique.

## Geografía
Esta provincia ocupa un área de 6494,76 km².

## Capital
Su capital es la ciudad de San Carlos de Puno a orillas del lago Titicaca, a 3848 m s. n. m.

## Demografía
Según los resultados del censo de población y vivienda del año 2017, la población de la provincia de Puno era de 219 494 habitantes.

## División administrativa
Se divide en quince distritos:
- Ácora
- Amantaní
- Atuncolla
- Capachica
- Chucuito
- Coata
- Huata
- Mañazo
- Paucarcolla
- Pichacani
- Platería
- Puno
- San Antonio
- Tiquillaca
- Vilque

## Población
Según los resultados del censo de población y vivienda del año 2017, la población de la provincia de Puno era de 219 494 habitantes.
| Distritos que conforman la provincia de Puno | Distritos que conforman la provincia de Puno | Población (2017) |
| -------------------------------------------- | -------------------------------------------- | ---------------- |
| 1                                            | Ácora                                        | 22 961           |
| 2                                            | Amantaní                                     | 3452             |
| 3                                            | Atuncolla                                    | 4555             |
| 4                                            | Capachica                                    | 7540             |
| 5                                            | Chucuito                                     | 7019             |
| 6                                            | Coata                                        | 6588             |
| 7                                            | Huata                                        | 3155             |
| 8                                            | Mañazo                                       | 5144             |
| 9                                            | Paucarcolla                                  | 4224             |
| 10                                           | Pichacani                                    | 5679             |
| 11                                           | Platería                                     | 7121             |
| 12                                           | Puno                                         | 135 288          |
| 13                                           | San Antonio                                  | 2413             |
| 14                                           | Tiquillaca                                   | 1594             |
| 15                                           | Vilque                                       | 2761             |
| Provincia de Puno                            | Provincia de Puno                            | 219 494          |

## Autoridades

### Regionales
- Consejeros regionales
  - 2019-2022[3]

  1. Jorge Antonio Zúñiga Pineda (Poder Andino)
  2. Severo Vidal Flores Ccopa (Movimiento de Integración por el Desarrollo Regional, Mi Casita)

### Municipales
- 2019-2022[3]
  - Alcalde: Martín Ticona Maquera, del Movimiento de Integración por el Desarrollo Regional (Mi Casita).
  - Regidores:

  1. Jorge Quispe Apaza (Movimiento de Integración por el Desarrollo Regional, Mi Casita)
  2. Rogelio Pacompia Paucar (Movimiento de Integración por el Desarrollo Regional, Mi Casita)
  3. Wilma Yanet Arizapana Yucra (Movimiento de Integración por el Desarrollo Regional, Mi Casita)
  4. Eliana Mazuelos Chávez (Movimiento de Integración por el Desarrollo Regional, Mi Casita)
  5. Adolfo Pérez Pérez (Movimiento de Integración por el Desarrollo Regional, Mi Casita)
  6. Eddy Narciso Larico Tintaya (Movimiento de Integración por el Desarrollo Regional, Mi Casita)
  7. Juan José Yucra Quispe (Movimiento de Integración por el Desarrollo Regional, Mi Casita)
  8. Yannina Mitza Arias Huaco (Poder Andino)
  9. Richar Leandro Tipo Quispe (Poder Andino)
  10. José Domingo Calisaya Mamani (Frente Amplio para el Desarrollo del Pueblo)
  11. Carmelo Alejo Mayta (Frente Amplio para el Desarrollo del Pueblo)

### Policiales
- Comisaría Central Policial de Puno
  - Comisario: Comandante PNP Elmer Alfredo Eduardo Huanca[4]

## Educación

### Superior
1. Universidad Nacional del Altiplano.
2. Pedagógico público de Puno.
3. Instituto de Educación Superior Tecnológico  Público de Puno José Antonio Encinas

## Festividades
- Febrero: Virgen de la Candelaria

## Turismo
- La Catedral de Puno es una muestra del barroco andino, mezcla del barroco español que incluye elementos andinos que confieren al monumento su carácter mestizo.